# Papirhuset
Papirhuset (spansk: La casa de papel), er et spansk tv-drama, skabt af Álex Pina. Serien var oprindeligt planlagt til to sæsoner over 15 episoder. Den spanske kanal Antena 3 havde rettighederne. Netflix fik globale streaming-rettigheder til serien i efteråret 2017.